# Церква Покрови Пресвятої Богородиці (Різдвяни, УГКЦ)
Церква Покрови Пресвятої Богородиці в Різдвянах — парафія і храм греко-католицької громади Микулинецького деканату Тернопільсько-Зборівської архієпархії Української греко-католицької церкви в селі Різдвяни Тернопільського району Тернопільської области.

## Історія церкви
Парафія відновила свою діяльність у 1991 році, а храм збудували у 2010-му. Архітектором став Михайло Нетриб'як. Жертводавцями були Анна Ухач та всі парафіяни. У церкві немає розписів, її прикрашають образи різних живописців.
У 2010 році храм освятив владика Василій Семенюк. Парафія належала до УГКЦ до 1946 року і знову належить з 1991-го. З 2010 року новий храм є постійно діючим.
Митрополит Василій Семенюк здійснив єпископську візитацію під час освячення храму у 2010 році.
При парафії діють: братство Матері Божої Неустанної Помочі та Вівтарна дружина.
Громада є власником новозбудованого храму.

## Парохи
- о. Микола Цегельський,
- о. Дмитрук,
- о. Дикайло,
- о. Панасюк,
- о. Процик,
- о. Мирослав Богак,
- о. Богдан Церулик,
- о. Михайло Коробій,
- о. Віталій Дзюба,
- о. Андрій Козак (з вересня 2005).